# Luis Manresa Formosa
Luis Manresa y Formosa SJ (* 8. April 1915 in Guatemala-Stadt, Guatemala; † 25. Dezember 2010 in Quetzaltenango, Guatemala) war römisch-katholischer Bischof von Quetzaltenango.

## Leben
Luis Manresa Formosa trat der Ordensgemeinschaft der Gesellschaft Jesu bei und empfing am 29. Juli 1948 in Barcelona die Priesterweihe.
Im Jahr 1955 wurde er von Papst Pius XII. zum zweiten Bischof des Bistums Quetzaltenango ernannt. Die Bischofsweihe spendete ihm am 6. Januar 1956 Erzbischof Gennaro Verolino, Apostolischer Nuntius in Guatemala und El Salvador. Luis Manresa Formosa war von 1962 bis 1965 Konzilsvater aller vier Sitzungsperioden des Zweiten Vatikanischen Konzils. Er war unter anderem Vizepräsident der CELAM und von 1972 bis 1979 zweiter Vizepräsident des Lateinamerikanischen Bischofsrates. 
Von 1981 bis 1992 war er Rektor der Universität Rafael Landívar (URL). An der URL wurde das Institut für Musikwissenschaft nach ihm benannt.
Seinem Rücktrittsgesuch wurde 1979 durch Papst Johannes Paul II. stattgegeben. Er wurde in der Krypta der Kathedrale von Quetzaltenango bestattet.